# 一ノ瀬颯
一ノ瀬 颯（いちのせ はやて、1997年〈平成9年〉4月8日 - ）は、日本の俳優。東京都出身。研音所属。

## 来歴
2018年4月、青山学院大学に入学。入学式に遅れそうになって急いでいた際に現事務所のスカウトに声をかけられ、『リュウソウジャー』出演決定に伴い同年12月に芸能界入り。
2019年3月放送の『騎士竜戦隊リュウソウジャー』にて、主役のコウ / リュウソウレッド役で俳優デビューする。
2023年3月、青山学院大学を卒業。

## 人物・エピソード
自身について「緊張しい」であると語っている。また涙もろい面もある。
『リュウソウジャー』のチーフプロデューサーを務めた東映の丸山真哉は、オーディション当初の一ノ瀬は「きれいな顔の大学生」というイメージであまり印象が強くなかったが、次第にやる気になって目が輝いていったことなどから起用に至ったことを語っている。メインライターを務めた山岡潤平は、一ノ瀬はいい意味で天然っぽく、綺麗事でも臆することなく言うことができると述べている。リュウソウレッドのスーツアクターを務めた伊藤茂騎は、一ノ瀬について場を良くするため常に人に気をかけている優しさの持ち主であると評している。

## 出演

### テレビドラマ
- 騎士竜戦隊リュウソウジャー（2019年3月17日 - 2020年3月1日、テレビ朝日） - 主演・コウ / リュウソウレッド 役[2][6]
- 特捜9 Season3 第9話（2020年7月15日、テレビ朝日） - 吉井宏也 役[7]
- アンサング・シンデレラ 病院薬剤師の処方箋 第7話（2020年8月27日、フジテレビ） - 織原未輝斗 役[8]
- 大河ドラマ 麒麟がくる 第25回 - 第28回（2020年9月27日 - 10月18日、NHK総合） - 足利義栄 役[9]
- この恋あたためますか（2020年10月20日 - 12月22日、TBS） - 碓井陸斗 役[10]
- 江戸モアゼル〜令和で恋、いたしんす。〜 第3話 - 最終話（2021年1月21日 - 3月11日、読売テレビ・日本テレビ） - 岩佐長兵衛 役[11]
- いいね!光源氏くん し〜ずん2（2021年6月7日 - 28日、NHK総合） - 一条融 役[12]
- ナイト・ドクター（2021年6月21日 - 9月13日、フジテレビ） - 根岸進次郎 役[13]
- ドクターX〜外科医・大門未知子〜 第7シリーズ（2021年10月14日 - 12月16日、テレビ朝日） - 蟻原涼平 役[14]
- 東京、愛だの、恋だの（2021年12月29日・30日、テレビ東京） - 松島はじめ 役[15][注 1]
- ゴシップ#彼女が知りたい本当の○○（2022年1月6日 - 3月17日、フジテレビ） - 矢部涼介 役[16]
- ポップUP!ドラマ 昼上がりのオンナたち 第3話「ピアノレッスン」（2022年6月3日、フジテレビ） - 高木想 役[17]
- テッパチ! 第1話 - 第6話（2022年7月6日 - 8月10日、フジテレビ） - 武藤一哉 役[18][19]
- SDGsミニドラマ「おくりいえ」（2022年7月24日、NHK総合） - 青年 役[20]
- 遺留捜査 第7シリーズ 第7話（2022年8月25日、テレビ朝日） - 杉崎涼介 役[21]
- Get Ready!（2023年1月8日 - 3月12日、TBS） - 染谷慈恩 役[22][23]
- 私がヒモを飼うなんて（2023年3月29日 - 5月17日、TBS） - 竹之内宗一 役[24]
- ハレーションラブ（2023年8月5日 - 9月30日、テレビ朝日） - 藤原昴 役[25]
- いちばんすきな花 第2話 - 最終話（2023年10月19日 - 12月21日、フジテレビ） - 春木楓 役[26]
- SHUT UP（2023年12月4日 - 2024年1月29日、テレビ東京） - 鈴木悠馬 役[27]
- アクターズ・ショート・フィルム4「ハルモニア」（2024年3月8日、WOWOW） - 主演・よしあき 役[28]
- ファーストステップ3 ～世界をつなぐ平和への願い～（2024年3月24日、BSよしもと） - 主演・築山歩 役[29][30]
- Believe-君にかける橋-（2024年4月25日 - 6月20日、テレビ朝日） - 南雲大樹 役[31]
- 若草物語-恋する姉妹と恋せぬ私-（2024年10月6日 - 12月15日、日本テレビ） - 行城律 役[32][33]
- ハスリンボーイ（2024年11月1日 - 12月20日、WOWOW）- ウツロ 役[34]
- 119エマージェンシーコール（2025年1月13日 - 3月31日、フジテレビ） - 与呉心之介 役[35]

### ウェブドラマ
- アンサング・シンデレラ ANOTHER STORY 〜新人薬剤師 相原くるみ〜（2020年8月27日 - 9月24日、FOD） - 織原未輝斗 役[8][注 2]
- その恋もう少しあたためますか（2020年10月20日 - 12月22日、Paravi） - 碓井陸斗 役[36][37][注 3]
- 東京、愛だの、恋だの（2021年9月11日 - 10月16日、Paravi） - 松島はじめ 役[38]
- ドクターエッグス〜研修医・蟻原涼平〜（2021年10月7日・14日、TELASA） - 主演・蟻原涼平 役[39][40][注 4]
- 騎士竜戦隊リュウソウジャー THE LEGACY OF The Master's Soul（2021年10月17日、東映特撮ファンクラブ） - コウ 役[41]
- MALICE（2023年9月14日 - 、U-NEXT） - 星野敬太 役[42]
- みつめてそらして for Valentine（2024年2月2日 - 、TikTok） - 主演（志田未来、畑芽育、水沢林太郎とクワトロ主演）[43]

### 映画
- スーパー戦隊シリーズ（東映） - コウ / リュウソウレッド 役
  - 騎士竜戦隊リュウソウジャー THE MOVIE タイムスリップ!恐竜パニック!!（2019年7月26日公開） - 主演[44]
  - 劇場版 騎士竜戦隊リュウソウジャーVSルパンレンジャーVSパトレンジャー（2020年2月8日公開） - 主演[45]
  - 騎士竜戦隊リュウソウジャー 特別編 メモリー・オブ・ソウルメイツ（2021年2月20日） - 主演[46]
- 仕掛人・藤枝梅安 第二作（2023年4月7日、時代劇専門チャンネル） - 佐々木八蔵 役[47]
- 十一人の賊軍（2024年11月1日、東映） - 二枚目 役[48]

### テレビ番組
- 王様のブランチ（2021年4月3日 - 、TBS） - レギュラー[49]
- TBSスター育成プロジェクト 私が女優になる日_（2021年7月3日・10日、TBS） - 相手役[50]

### オリジナルビデオ
- 魔進戦隊キラメイジャーVSリュウソウジャー（2021年8月4日、東映ビデオ） - コウ / リュウソウレッド 役[51]

### 舞台
- 2025年劇団☆新感線45周年興行・初夏公演 いのうえ歌舞伎【譚】Retrospective『紅鬼物語』（2025年5月13日 - 6月1日、SkyシアターMBS / 6月24日 - 7月17日、シアターH）[52][53]

### CM
- バンダイ「変身ブレスDXリュウソウチェンジャー」（2019年）
- プリマハム「騎士竜戦隊リュウソウジャーソーセージ」（2019年）
- 学研（2021年）
- リクルート リクナビNEXT（2025年1月 - ）[54]

### 玩具
- 騎士竜戦隊リュウソウジャー 変身竜爪 DXマックスリュウソウチェンジャー（2019年11月） - コウ 役
- 騎士竜戦隊リュウソウジャー リュウソウケン -MEMORIAL EDITION-（2020年9月）
- 騎士竜戦隊リュウソウジャー ガイソーケン -MEMORIAL EDITION-（2022年2月）

## 作品

### 写真集
- 1st写真集「颯」（2020年3月23日、ワニブックス、撮影：宮坂浩見）ISBN 978-4-8470-8282-5

## ディスコグラフィ

### キャラクターソング
| 発売日        | 商品名                                                | 歌               | 楽曲                       | 備考                                             |
| ------------- | ----------------------------------------------------- | ---------------- | -------------------------- | ------------------------------------------------ |
| 2020年2月19日 | 騎士竜戦隊リュウソウジャー キャラクターソングアルバム | コウ（一ノ瀬颯） | 「エンドレス・ファイアー」 | テレビドラマ『騎士竜戦隊リュウソウジャー』関連曲 |
| 2020年3月18日 | 騎士竜戦隊リュウソウジャー 全曲集                     | コウ（一ノ瀬颯） | 「エンドレス・ファイアー」 | テレビドラマ『騎士竜戦隊リュウソウジャー』関連曲 |